# Новоактюбинск
Новоактюбинск — село в Гайском городском округе Оренбургской области.

## География
Находится на расстоянии примерно 15 километров по прямой на северо-восток от окружного центра города Гай (город).

## Климат
Климат резко выраженный континентальный. Основные черты климата: холодная суровая зима, жаркое сухое лето, неустойчивость и недостаточность атмосферных осадков. Абсолютный минимум температуры — минус 44 градуса по Цельсию. Лето жаркое, максимальная температура воздуха достигает плюс 40 градусов по Цельсию. Одна из особенностей климата — наличие большого числа дней в году с ветрами (до 275 суток) и наличие суховеев (преимущественно юго-западные ветры). Среднегодовое количество осадков составляет 220—300 мм. Снежный покров устанавливается в середине ноября и исчезает в конце апреля. Глубина промерзания грунт — 2-2,5 м.

## История
Село образовано примерно к 1900 году переселенцами из Украины на землях татарского купца Узюнбаева (Узенбаев), проживающего в Орске. В 1928—1929 годах в селе был организован колхоз «Красный Флот» Где-то в 1951−1953 годах произошло объединение колхозов «Красный Флот» и «им. 9-го Января» (центр — село Уральск). Объединённое хозяйство колхоз назвали колхозом им Жданова. Центром этого колхоза стало село Уральск. До 2016 года входило в состав Ириклинского сельсовета Гайского района, после реорганизации обоих муниципальных образований входит в состав Гайского городского района.
В 1913 году посёлок Ново-Зубочистенский Таналыкской станицы переименован в Актюбинский.

## Население
Постоянное население в 2002 году составляло 113 человек (русские — 94 %), 54 в 2010 году.